# Scalinata del Pincio (Bologna)
La Scalinata del Pincio è un'opera scenografica e monumentale situata tra il giardino della Montagnola e la piazza XX settembre a Bologna, in Emilia-Romagna. Fu inaugurato nel 1896 e prese nome dal Pincio di Roma, per celebrare Roma che da pochi anni era diventata capitale d'Italia. 

## Storia e descrizione
Il 28 giugno 1896 re Umberto I e la regina Margherita inaugurano, alla presenza di una folla incontenibile, la scenografica scalinata di accesso alla Montagnola, progettata da Tito Azzolini (1837-1907) e Attilio Muggia (1850-1936). Dall'anno 1870, come a Bologna, anche in altre città italiane sorsero parchi pubblici che richiamano nel nome il Pincio romano, per celebrare la riunione di Roma all'Italia.
Iniziati nel 1893 per impulso del sindaco Dallolio, i lavori sono proseguiti per tre anni senza interruzione, impiegando in media 100-150 operai al giorno. La terra scavata è servita a colmare le fosse della cerchia muraria, tra porta Sant'Isaia e porta Lame.
Nel suo complesso l'opera si compone di tre parti: le scalee, il portico su via Indipendenza e il porticato lungo le mura. Il corpo centrale è formato da due fronti sovrapposti, con in cima una terrazza panoramica accessibile da scalee laterali.
Il fronte principale è decorato da due bassorilievi: Bologna docet di Arturo Colombarini e Bologna Libertas di Ettore Sabbioni. 
Al centro si trova una fontana, eseguita da Diego Sarti (1859-1914) e Pietro Veronesi, su disegno di Muggia e Azzolini, rappresenta una ninfa assalita da una piovra.
Sarà chiamata volgarmente "la moglie del Gigante", cioè del Nettuno, e Giosuè Carducci le dedicherà un famoso sonetto.
Sul secondo fronte, che sostiene il giardino, sono altri tre bassorilievi, con temi storici legati al luogo: Il ritorno dalla vittoria della Fossalta di Pietro Veronesi, La cacciata degli Austriaci di Tullo Golfarelli (1852-1928), con la "santa canaglia" che "si getta a corsa contro i fucili spianati dagl'invasori della Patria" (Giovanni Pascoli), e La distruzione della rocca di Galliera di Arturo Orsoni.
In fondo al passaggio su via Galliera sarà costruito, tre anni dopo, il palazzo Maccaferri, sede del café chantant Eden. La scalinata è corredata di 72 candelabri in ghisa a sei o quattro lampioni. Le gradinate sono unite ai parapetti da bordi di marmo, che spesso saranno usati dai marmocchi come scivoli (sblisgàn).

## Galleria d'immagini

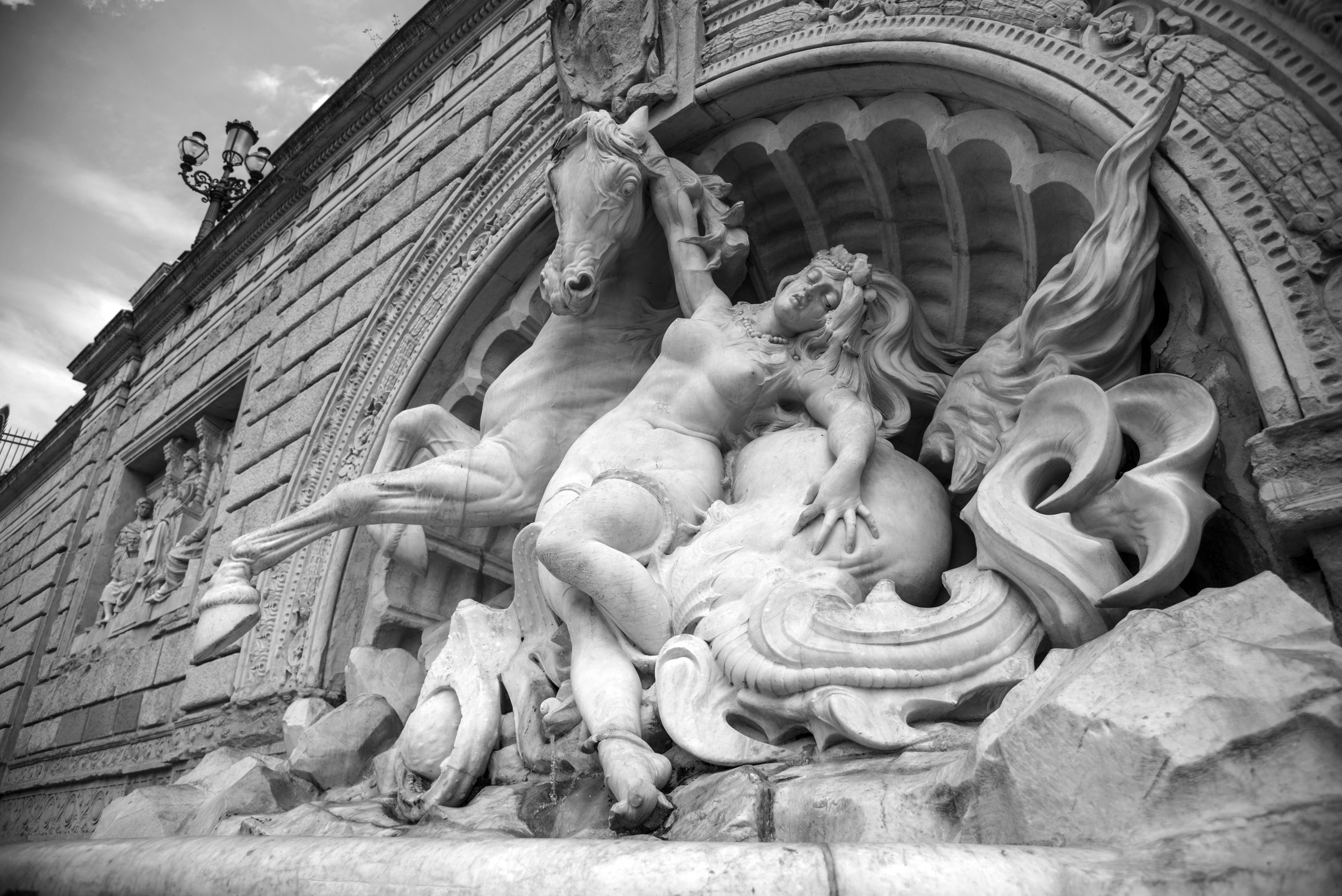
La fontana di Diego Sarti e Pietro Veronesi.
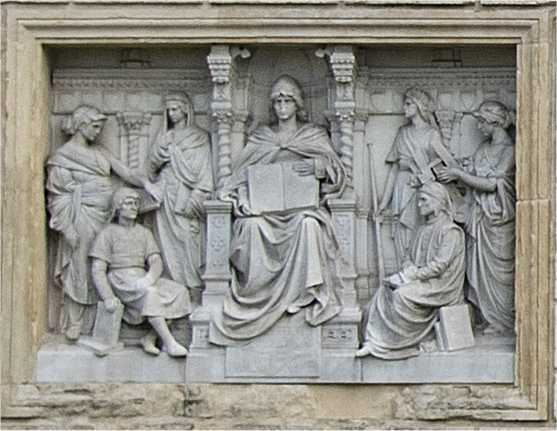
Bologna docet di Arturo Colombarini
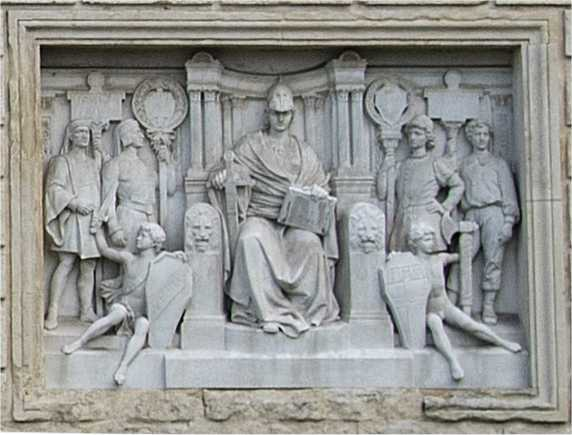
Bologna Libertas di Ettore Sabbioni
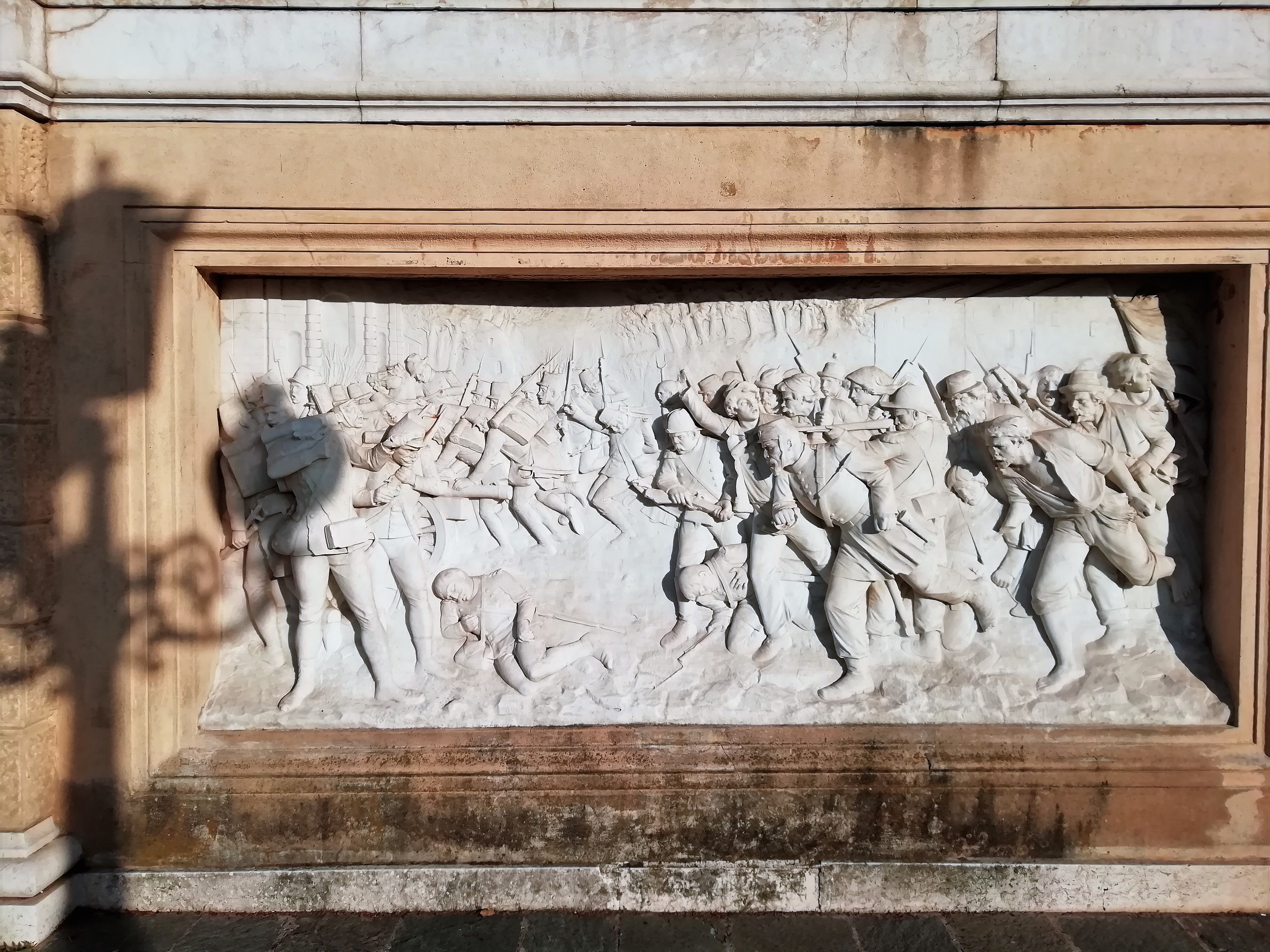
La cacciata degli Austriaci di Tullo Golfarelli
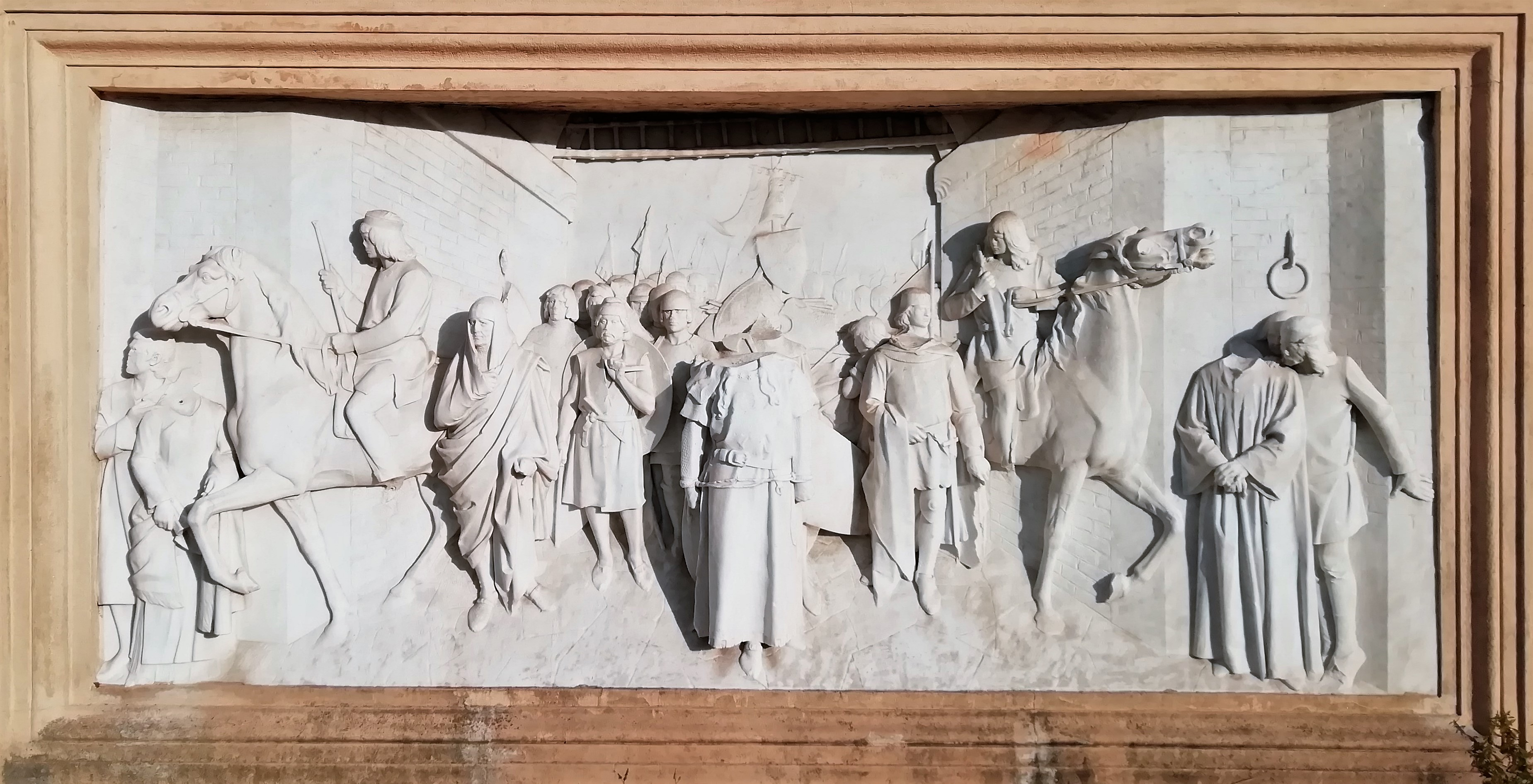
Il ritorno dalla vittoria di Fossalta di Pietro Veronesi
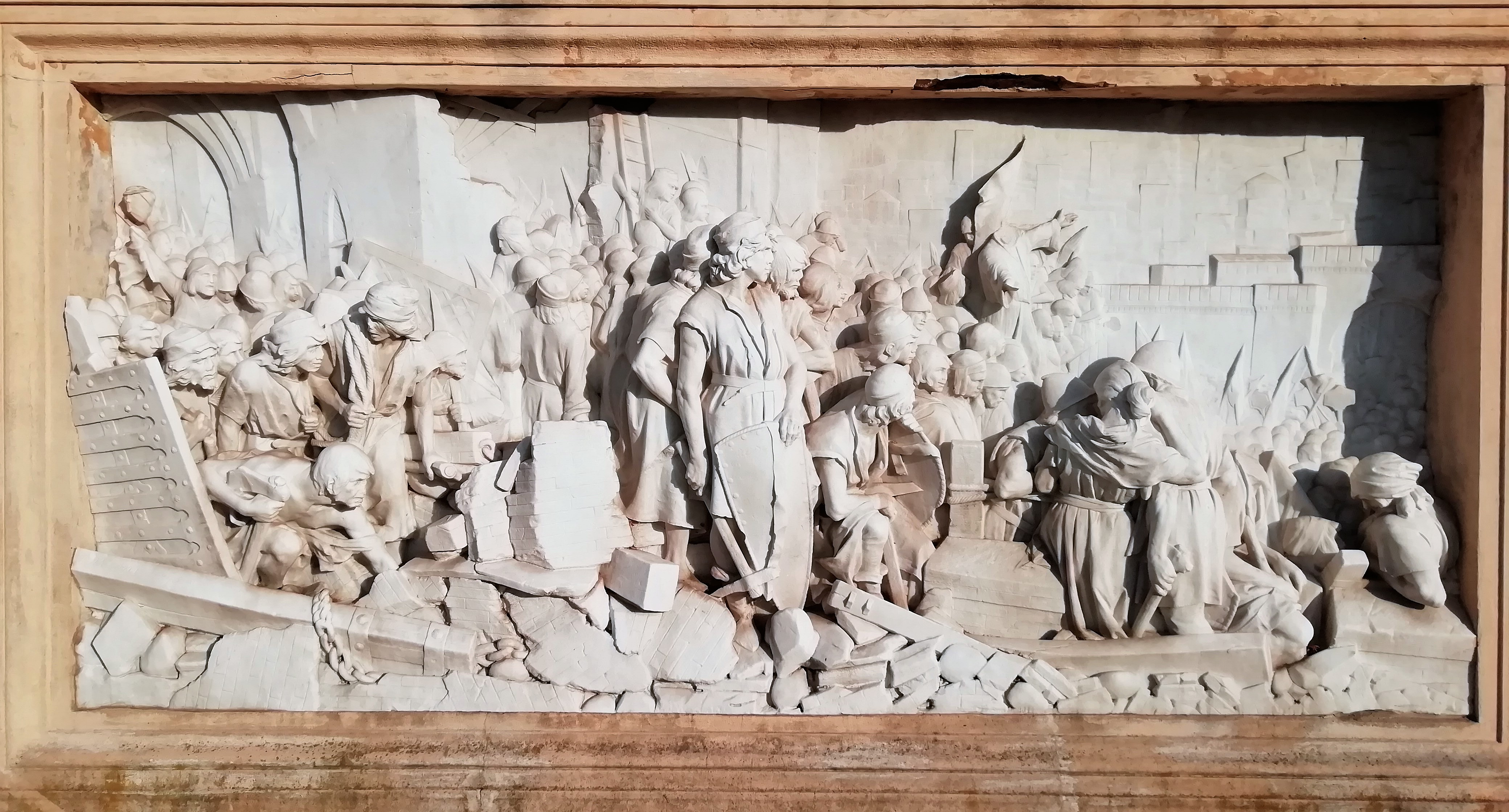
La distruzione della rocca di Galliera di Arturo Orsoni